# Charles Butler
Charles Butler   (Saranac Lake, 11 de juny de 1932 - Florida, 21 de novembre de 2019) és un pilot de bob estatunidenc, ja retirat, que va competir durant la dècada de 1950.
El 1956 va prendre part en els Jocs Olímpics d'Hivern de Cortina d'Ampezzo, on guanyà la medalla de bronze en la prova del bobs a quatre del programa de bob. Formà equip amb William Dodge, Arthur Tyler i James Lamy. En el seu palmarès també destaquen una medalla d'or, una de plata i dues de bronze al Campionat del món de bob.